# Ihar Makarau
Ihar Viktaravich Makarau –en bielorruso, Ігар Віктаравіч Макараў; en ruso, Игорь Викторович Макаров, Igor Viktorovich Makarov– (Homel, 20 de julio de 1979) es un deportista bielorruso que compitió en judo.
Participó en los Juegos Olímpicos de Atenas 2004, obteniendo una medalla de oro en la categoría de –100 kg. Ganó una medalla de bronce en el Campeonato Mundial de Judo de 2003 y cinco medallas en el Campeonato Europeo de Judo entre los años 2002 y 2010.

## Palmarés internacional
| Juegos Olímpicos   | Juegos Olímpicos      | Juegos Olímpicos  | Juegos Olímpicos |
| Año                | Lugar                 | Medalla           | Categoría        |
| ------------------ | --------------------- | ----------------- | ---------------- |
| 2004               | Atenas (Grecia)       | Medalla de oro    | –100 kg          |
| Campeonato Mundial |                       |                   |                  |
| Año                | Lugar                 | Medalla           | Categoría        |
| 2003               | Osaka (Japón)         | Medalla de bronce | –100 kg          |
| Campeonato Europeo |                       |                   |                  |
| Año                | Lugar                 | Medalla           | Categoría        |
| 2002               | Maribor (Eslovenia)   | Medalla de bronce | –100 kg          |
| 2003               | Düsseldorf (Alemania) | Medalla de bronce | –100 kg          |
| 2007               | Varsovia (Polonia)    | Medalla de plata  | Abierta          |
| 2009               | Tiflis (Georgia)      | Medalla de bronce | +100 kg          |
| 2010               | Viena (Austria)       | Medalla de oro    | +100 kg          |